# ربيعة ذات النابض
الربيعة ذات النابض أو الميزان الزنبركي يُستعمل في هذا النوع نابض واحد أو أكثر لقياس وزن الثقل الذي يوضع في كفة أو يعلق به. ويحرك وزن الثقل كل نابض فيطول النابض أو ينضغط، وبالتالي يتحرك مؤشر قياس الوزن ليحدد الوزن آليًا. وميزان الحمام نوع من الموازين الزنبركية المعروفة. وتعمل بعض الموازين الزنبركية بدون أذرع مثل الموازين المعلقة.تستعمل لقياس قوة تأثير اليد على الجسم.